# Cement anhydrytowy
Cement anhydrytowy (cement Keena) – spoiwo mineralne otrzymywane z drobno zmielonego anhydrytu z dodatkiem katalizatorów. Stosowany do wyrobu detali architektonicznych ze względu na biały kolor i łatwość polerowania powierzchni.